# Stereosphaeria
Stereosphaeria es un género de hongos en la familia Xylariaceae.